# Nordische Skiweltmeisterschaften 1958/Skilanglauf Männer
Bei den Nordischen Skiweltmeisterschaften 1958 kam es bei den Langlauf-Bewerben der Männer zu folgenden Einzelergebnissen:

## 15 km
Datum: Dienstag, 4. März 1958;
Teilnehmer: 69 genannt; 67 gestartet; 67 gewertet;

## 30 km
Datum: 2. März 1958
Teilnehmer: 65 genannt; 62 gestartet; 56 gewertet;

## 50 km
Datum: 8. März 1958
Teilnehmer: 55 genannt; 47 gestartet; 37 gewertet;

## 4 × 10 km Staffel
| Platz | Startnr. | Land             | Sportler                                                                  | Etappenzeit [min.]              | Rang Etappe | Zeit Wechsel [h]              | Platz Wechsel | Zeit      |
| ----- | -------- | ---------------- | ------------------------------------------------------------------------- | ------------------------------- | ----------- | ----------------------------- | ------------- | --------- |
| 1     | 6        | Schweden         | Sixten Jernberg Lennart Larsson Sture Grahn Per-Erik Larsson              | 34:10,8 34:34,4 35:14,1 34:15,7 | 1 4 1       | 0:34:10,8 1:08:45,2 1:43:59,3 | 1             | 2:18:15,0 |
| 2     | 11       | Sowjetunion      | Fjodor Terentjew Nikolai Anikin Anatoli Scheljuchin Pawel Koltschin       | 34:28,7 34:57,9 34:52,9 34:24,9 | 2 3 2       | 0:34:28,7 1:09:26,6 1:44:19,5 | 2             | 2:18:44,4 |
| 3     | 10       | Finnland         | Kalevi Hämäläinen Arto Tiainen Arvo Viitanen Veikko Hakulinen             | 35:23,5 34:38,7 34:42,3 34:38,2 | 3 2 1 3     | 0:35:23,5 1:10:02,2 1:44:44,5 | 3             | 2:19:23,2 |
| 4     | 9        | Norwegen         | Hallgeir Brenden Oddmund Jensen Martin Stokken Håkon Brusveen             | 35:24,5 36:04,0 36:14,8 34:38,2 | 4 5 4       | 0:35:24,5 1:11:28,5 1:47:43,5 | 4 5           | 2:22:46,2 |
| 5     | 3        | Italien          | Federico Deflorian Ottavio Compagnoni Marcello De Dorigo Giuseppe Steiner | 36:10,5 36:04,8 34:54,0 35:54,6 | 5 3 6       | 0:36:10,5 1:12:15,3 1:47:09,3 | 5 4           | 2:23:03,9 |
| 6     | 4        | Frankreich       | Victor Arbez René Mandrillon Benoît Carrara Jean Mermet                   | 36:21,3 36:55,4 36:50,9 35:38,7 | 6 8 6 5     | 0:36:21,3 1:13:16,7 1:50:07,6 | 6             | 2:25:46,3 |
| 7     | 8        | Schweiz          | Alphonse Baume Lorenz Possa Michel Rey Fritz Kocher                       | 37:13,3 36:42,2 36:53,4 36:34,3 | 9 7 8       | 0:37:13,3 1:13:55,5 1:50:48,9 | 9 8 7         | 2:27:23,2 |
| 8     | 12       | DDR              | Werner Moring Rudolf Dannhauer Adolf Jankowski Kuno Werner                | 37:07,5 37:16,7 37:46,1 36:23,6 | 8 9 10 7    | 0:37:07,5 1:14:24,2 1:52:10,3 | 8 9 8         | 2:28:33,9 |
| 9     | 1        | Polen            | Tadeusz Kwapień Andrzej Mateja Ryszard Furtak Tadeusz Jankowski           | 36:36,9 36:41,4 37:22,4 38:01,7 | 7 6 9 11    | 0:36:36,9 1:13:18,3 1:50:40,7 | 7 9           | 2:28:42,4 |
| 10    | 7        | BR Deutschland   | Toni Haug Siegfried Weiß Wilhelm Schmidt Helmut Hagg                      | 38:10,9 37:3,04 37:54,6 37:00,6 | 12 10 11 10 | 0:38:10,9 1:15:43,9 1:53:38,5 | 12 10         | 2:30:39,1 |
| 11    | 2        | Tschechoslowakei | Jaroslav Cardal Vlastimil Melich Ilja Matouš Antonin Teply                | 37:49,5 38:53,8 37:37,6 36:55,9 | 10 12 9     | 0:37:49,5 1:16:43,3 1:54:20,9 | 10 11 12      | 2:31:16,8 |
| 12    | 5        | USA              | Tauno Pulkkinen Sven Johansson Mack Miller Leo Massa                      | 38:07,3 38:43,8 37:15,5 39:53,5 | 11 8 12     | 0:38:07,3 1:16:51,1 1:54:06,6 | 11 12 11      | 2:34:00,1 |

Datum: 6. März 1958
Teilnehmer: 12 Mannschaften gemeldet; 12 gestartet; 12 gewertet;